# Jardin de l'Hôtel-Lamoignon – Mark-Ashton
Jardin de l'Hôtel-Lamoignon – Mark-Ashton (původně Jardin de la Bibliothèque-Historique) je veřejný park, který se nachází v Paříži ve 4. obvodu. Vstup je v čísle 25 v Rue des Francs-Bourgeois.

## Historie
Park byl otevřen v roce 1969 v prostoru bývalé zahrady paláce Angoulême Lamoignon, ve kterém od toho data sídlí Historická knihovna města Paříže. Park se proto původně jmenoval Jardin de la Bibliothèque-Historique. Dne 25. září 2018 rozhodla pařížská rada o přejmenování na Jardin de l'Hôtel-Lamoignon – Mark-Ashton na počest Marka Ashtona (1960–1987), britského aktivisty v LGBT hnutí.